# Elecciones generales de Bermudas de 1989
Elecciones generales tuvieron lugar en Bermudas en febrero de 1989. El resultado fue una victoria para el Partido Unido de Bermudas, el cual ganó 23 de los 40 escaños en la Asamblea.

## Resultados
| Partido | Votos  | %     | Escaños | +/– |
| --- | ------ | ----- | ------- | --- |
| Partido Unido de Bermudas | 21 174 | 50,00 | 23      | –8  |
| Partido Laborista Progresista | 15 548 | 36,71 | 15      | +8  |
| Partido Liberal Nacional | 4 166  | 9,84  | 1       | –1  |
| Independientes | 1 464  | 3,46  | 1       | +1  |
| Total | 42 352 | 100   | 40      | 0   |
| Votantes registrados/participación | 31 162 |       | –       | –   |
| Fuente: Base de datos de Elección Global (enlace roto disponible en Internet Archive; véase el historial, la primera versión y la última). Registro Parlamentario (enlace roto disponible en Internet Archive; véase el historial, la primera versión y la última). |        |       |         |     |